# Katarzyna Niewiadoma
Katarzyna Niewiadoma (født 29. september 1994) er en polsk cykelrytter, der kører for Canyon//SRAM zondacrypto, Hun blev U23 europamester i landevejscykling i 2015 og 2016, i 2016 vandt hun også sølv i elitekonkurrencen.
Vinder af Tour de France Femmes 2024.